# 憲法附属法
憲法附属法（けんぽうふぞくほう）とは、憲法（近代憲法、実質的な意味の憲法）の法源（憲法法源）として位置付けられる法律のことである。
主に立憲主義を謳う国家の場合、憲法には国家の基本的な統治機構や基本的人権など、一般的抽象的な内容を定めた上で、憲法の規定を具体化するために、別に法律を制定する場合が多くみられる。憲法附属法の改廃によりもたらせる憲法秩序の変動は時として憲法改正よりも重大となりうるものである。

## 日本の憲法附属法
大日本帝国憲法の下では、古くは枢密院官制の附議事項の範囲をめぐる問題があり、また、戦間期においては「帝国憲法ニ附属スル法律及ビ勅令」をめぐる問題が存在したという指摘がある。
日本国憲法の下での憲法附属法に位置付けられるものとしては、皇室典範、国事行為の臨時代行に関する法律、公職選挙法、国民投票法、国会法、裁判所法、最高裁判所裁判官国民審査法、内閣法、地方自治法、会計検査院法、国籍法、元号法、請願法等がある。
また、憲法そのものを施行するために必要な法律の制定は、憲法の施行前に制定される（日本国憲法第100条第2項）が、この「憲法そのものを施行するために必要な法律」もまた、憲法附属法に位置づけられている。
憲法附属法はあくまで議会の制定した法律であることが前提だが、議院規則や最高裁判所規則もまた、憲法附属法と類するものとみなされる。